# Pimienta con limón

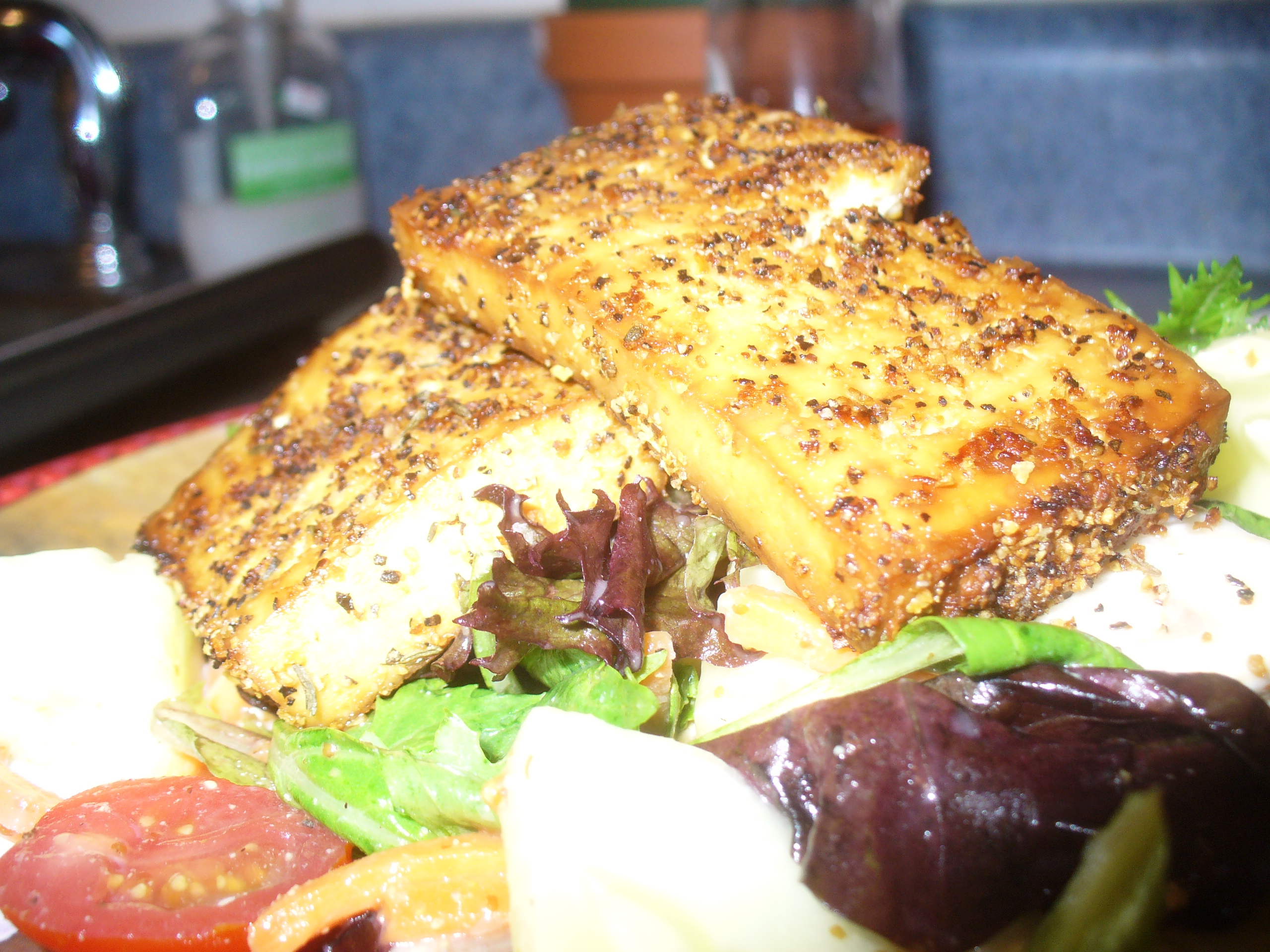
Un plato de tofu a la pimienta con limón, servido sobre ensalada.

La pimienta con limón es un condimento hecho con cáscara de limón granulada y granos de pimienta negra machacados. La cáscara de limón se machaca con la pimienta para permitir que el aceite cítrico infunda la pimienta. Esta mezcla se cuece y se seca entonces para usarse sobre carnes (especialmente pollo) y pasta, aunque originalmente se usaban principalmente con pescado. También puede usarse de forma parecida para condimentar el tofu.
La pimienta con limón suele estar comercialmente disponible en tarros pequeños, aunque también puede hacerse artesanalmente. Las variedades comerciales pueden incluir también pequeñas cantidades de otros ingredientes como sal, azúcar, cebolla, ajo, ácido cítrico, aroma de limón adicional, pimienta roja y otras especias.